# 维尔茨山
47°26′47″N 8°04′39″E / 47.44647°N 8.07742°E
維爾茨山（德語：Würz），是瑞士的山峰，位於該國北部阿爾高州，處於登斯比倫和塔爾海姆接壤的邊界，距離施特里厄山2.8公里，海拔高度801米。